# Vladne, Sakî
Vladne (în ucraineană Владне) este un sat în comuna Veselivka din raionul Sakî, Republica Autonomă Crimeea, Ucraina.

## Demografie
Componența lingvistică a localității Vladne
     Rusă (29,31%)
     Tătară crimeeană (27,59%)
     Romani (25,86%)
     Ucraineană (15,52%)
     Bulgară (1,72%)
Conform recensământului din 2001, nu exista o limbă vorbită de majoritatea populației, aceasta fiind compusă din vorbitori de rusă (29,31%), tătară crimeeană (27,59%), romani (25,86%), ucraineană (15,52%) și bulgară (1,72%).